# Pou de glaç de Can Vilardell
El Pou de glaç de Can Vilardell és un monument del municipi de Castellcir (Moianès) inclòs en l'Inventari del Patrimoni Arquitectònic de Catalunya.
Està situada a la part meridional del terme de Castellcir, al nord-est de la masia del Vilardell, a la dreta del Tenes i a llevant dels Restobles. És a la dreta del camí que des del Vilardell s'adreça cap al Molí Nou, a prop i al davant -ponent- d'on el torrent de la Corona aflueix en el Tenes. Queda a prop i a migdia de la Poua del Molí Nou.

## Descripció
Construcció semisubterrània de tipologia usual; espai cilíndric de 7,30 m de diàmetre i 5,10 m d'alçada, cobert amb cúpula semiesfèrica. L'arrencament de la cúpula des del mur es produeix a nivell del rasant del camí que segueix la riera. L'alçada total, des de la clau de la volta fins al fons del dipòsit, és de 7,65 m. El seu mal estat de conservació impedeix saber de quantes obertures disposava, encara que es pot aventurar que n'hi havia dues, l'una a la banda del riu i l'altra al cantó del camí.

## Història
Els pous de gel, es construïren i obtingueren la seva major rendibilitat en el decurs dels segles XVII, XVIII i part del XIX, quan la fabricació i comercialització del gel representava una bona font d'ingressos. Això no obstant, durant la primera meitat del segle XX alguns pous continuaren funcionant, malgrat que l'aparició del gel artificial - amb l'arribada de l'electricitat i els transports moderns- fes desaparèixer aquest tipus d'indústria. Els últims pous en funcionament ja no comercialitzaven amb els hospitals, mercats... de Barcelona, sinó que eren d'ús propi.
Les condicions necessàries per a la construcció d'un pou de glaç són: la proximitat a les vies de comunicació, amb llocs de consum no gaire allunyats i la seva instal·lació en llocs de fortes glaçades i bones aigües. El gel es recollia a l'hivern a les basses o rieres properes al pou. Es tallava en blocs i s'emmagatzemava per capes recobertes de palla, vegetació i gel trocesat dins els pous, fins que a l'estiu, segons la demanda, s'anava extraient i transportant dins de sàrries també cobertes de palla i boll.